# 川内線
川内線（チョンネせん）は、朝鮮民主主義人民共和国江原道川内郡にある龍潭駅から川内駅までを結ぶ鉄道路線である。

## 路線データ
- 路線距離：龍潭～川内間4.4km
- 駅数：2（両端駅を含む）
- 軌間：1435mm
- 電化区間：全線（直流3000V）
- 複線区間：なし

## 概要
日本統治時代に建設された川内里線を原型としている。

## 歴史
- 1927年11月1日：開業[1]

## 駅一覧
- 駅所在地は全線江原道川内郡内。

| 駅名              | 駅名              | 駅名                 | 駅間キロ (km) | 累計キロ (km) | 接続路線             |
| 日本語            | 朝鮮語            | 英語                 | 駅間キロ (km) | 累計キロ (km) | 接続路線             |
| ----------------- | ----------------- | -------------------- | ------------- | ------------- | -------------------- |
| 龍潭駅            | 룡담역            | Ryongdam             | 0.0           | 0.0           | 北朝鮮鉄道省：江原線 |
| 川内駅 (川内里駅) | 천내역 (천내리역) | Chonnae (Chonnae-ri) | 4.4           | 4.4           |                      |

## 参考資料
- 国分隼人（2007年）. 『将軍様の鉄道 北朝鮮鉄道事情』, 新潮社. ISBN 9784103037316